# Lípa v Jakubčovicích
Lípa v Jakubčovicích, nazývaná také Lípa malolistá v Jakubčovicích, roste u silnice u vesnice Jakubčovice, části města Hradec nad Moravicí v okrese Opava v Moravskoslezském kraji. Je to solitérní památná lípa malolistá (Tilia cordata, Mill.), která se také nachází v Přírodním parku Moravice v pohoří Vítkovská vrchovina a v etnickém regionu Horní Slezsko.

## Historie a popis
Lípa v Jakubčovicích roste v zatáčce silnice do Hradce nad Moravicí nad hřbitovem. Je ozdobena obrázkem Panny Marie. Podle údajů z roku 1972:
| Výška stromu:                   | 25,0 m               |
| Obvod kmene (ve výčetní výšce): | 4,30 m               |
| Ochranné pásmo stromu:          | vyhlášené dle zákona |
| Datum prvního vyhlášení:        | 14. ledna 1972       |

## Další informace
Lípa v Jakubčovicích se nachází na trase naučné stezky Památce amerických letců. Strom je celoročně volně přístupný.

## Galerie

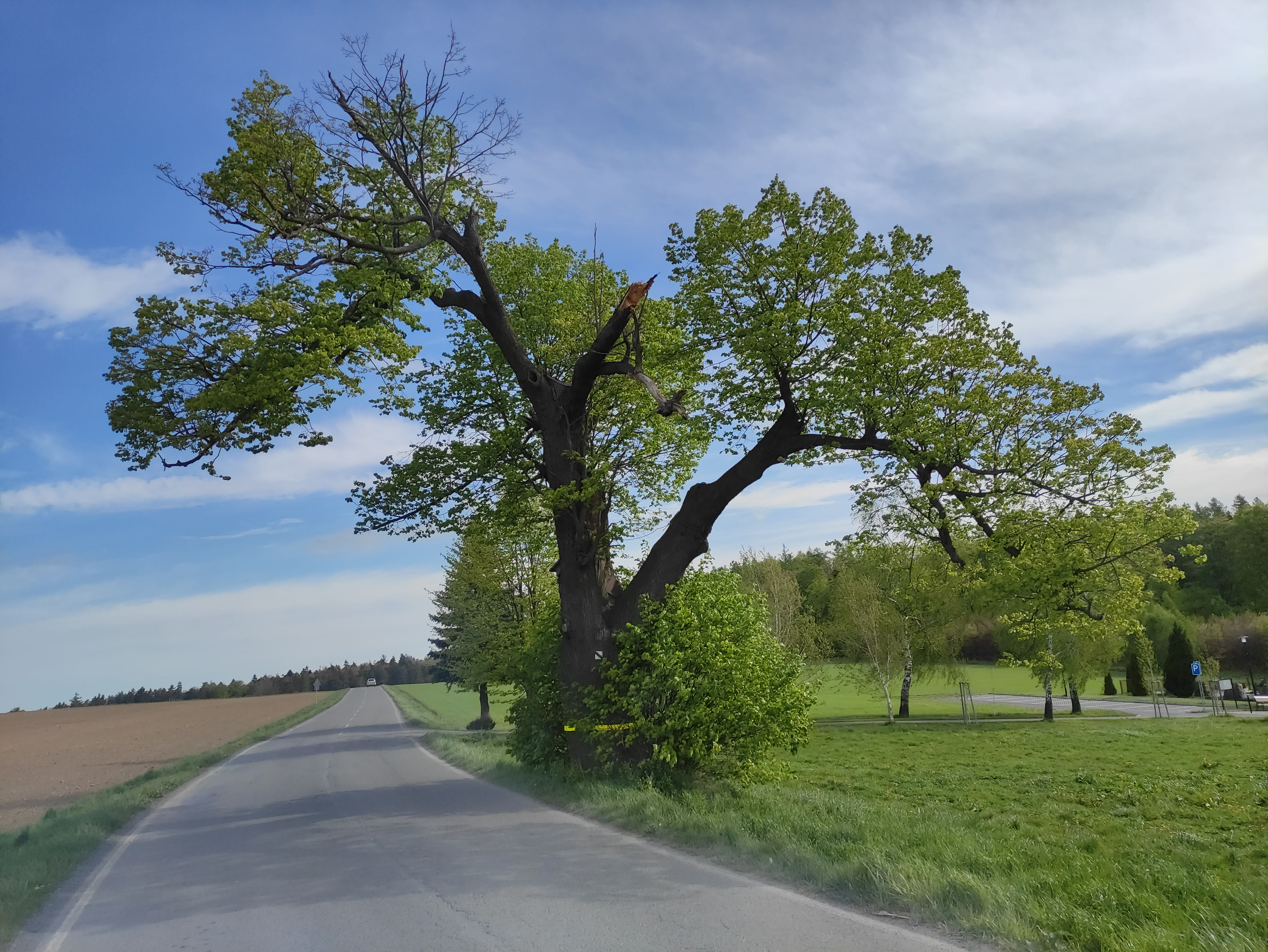
Poškozený strom